# Joseph Laurent Demont

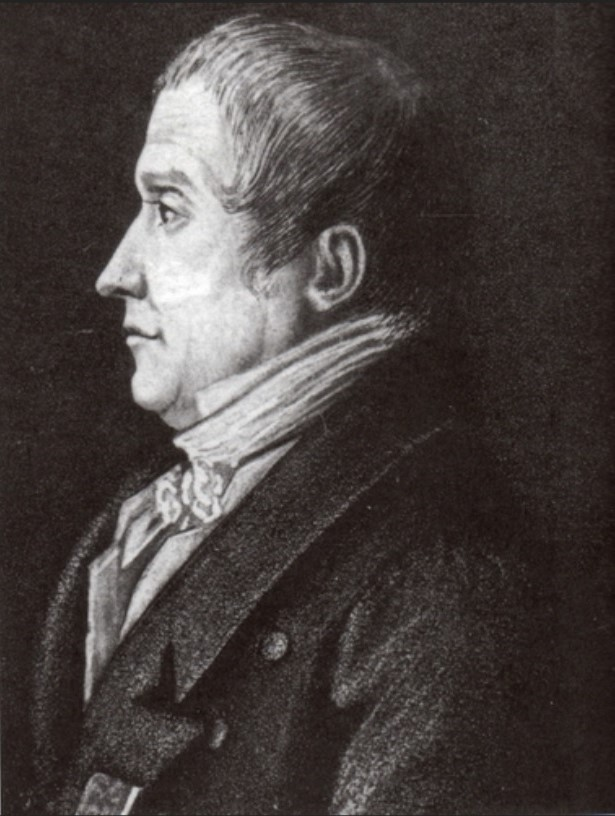
Joseph Laurent Demont

Joseph Laurent Demont, auch Joseph Laurent de Mont, (* 29. September 1747 in Sartrouville, Département Yvelines; † 5. Mai 1826 in Paris) war ein französischer Général de division und Politiker mit schweizerischen Wurzeln.

## Leben und Wirken
Demont war der Sohn des Schweizer Gardisten Joseph Marie De Mont (1718–1780) und dessen Ehefrau Marie Elisabeth Imhof. Sein Großvater war Johann Heinrich der jüngere (1677–1762), sein Urgroßvater Johann Heinrich der ältere (1628–1690).
Demont besuchte die Klosterschulen in Pfäfers und Disentis und trat 1764 in seiner Heimat in die Armee ein. Vier Jahre später kam Demont im Rang eines Sous-lieutenants in das Regiment Waldner von Freundstein und diente dem französischen König Ludwig XV. Er wurde bald schon ausgezeichnet und 1782 kam er als Aide-major in das Regiment Vigier.
Begeistert von den Ideen der Revolution schloss er sich 1789 den revolutionären Milizen an und kam 1797 als Adjudant-général in den Stab von General Jean-Victor Moreau. 1798 wurde Demont vor Chur verwundet. Nach seiner Gesundung folgten weitere Beförderungen und 1799 nahm er im Rang eines Général de brigade an Napoleons Invasion nach Graubünden teil.
Demont nahm an der Schlacht bei Austerlitz (2. Dezember 1805) teil und wurde mit Wirkung zum 21. Dezember desselben Jahres zum Général de division befördert. Er wurde in der Schlacht bei Eggmühl (22. April 1809) verwundet und übernahm nach seiner Gesundung Aufgaben in der Militärverwaltung.
Nach der Schlacht bei Paris (30. März 1814) und dem Vertrag von Fontainebleau (11. April 1814) wurde Demont zum Anhänger der Bourbonen. Als Napoleon die Insel Elba verließ und dessen Herrschaft der Hundert Tage begann, schloss sich Demont dem Kaiser nicht mehr an. Er nahm auch nicht an der Schlacht bei Waterloo (18. Juni 1815) teil und verlor für kurze Zeit alle seine Ämter.
Während der Restauration bekam Demont alle seine Ränge und Ämter zurück. Für dessen Unterstützung bedankte sich König Ludwig XVIII. bei Demont mit der Ernennung zum Pair von Frankreich (→Chambre des Pairs). Als solcher wurde er Mitglied des Kriegsgerichts, das am 6. Dezember 1815 Marschall Michel Ney verurteilte; Demont stimmte für die Hinrichtung.
Joseph Laurent Demont starb am 5. Mai 1826 in Paris und fand auf dem Friedhof Père-Lachaise seine letzte Ruhestätte (28. Division).

## Ehrungen
- 1791 Ordre royal et militaire de Saint-Louis
- 11. Dezember 1803 Ritter der Ehrenlegion
- 14. Juni 1804 Kommandant der Ehrenlegion
- 26. April 1808 Comte d’Émpire
- 4. Juni 1814 Pair von Frankreich
- 18. Februar 1818 Erlaubnis seinen Titel „Pair de France“ zu vererben
- Sein Name findet sich am östlichen Pfeiler (17. Spalte) des Triumphbogens am Place Charles de Gaulle (Paris)